# Julen Fernández Díaz
Julen Fernández Díaz (Lugo, 23 de febrero de 1999) es un futbolista español que juega como guardameta en el CD Lugo de la Primera Federación.

## Trayectoria
Nacido en Lugo, se forma en el fútbol base del CD Lugo, debutando con el filial el 5 de mayo de 2019 en un empate por 0-0 frente al Alondras CF en la Tercera División. Asciende como tercer portero del primer equipo en la temporada 2021-22, alternando con apariciones en el equipo filial. Logra debutar con el primer equipo el 12 de noviembre de 2022 en un encuentro de Copa del Rey, perdiendo por 1-0 frente al Arenas Club.

## Clubes
Actualizado al último partido disputado el 12 de noviembre de 2022.
| Club        | País   | Año       | Partidos |
| ----------- | ------ | --------- | -------- |
| Polvorín FC | España | 2019-2023 | 58       |
| CD Lugo     | España | 2022-act. | 1        |